# Савадов Володимир Єремович
Володимир Єремович Сава́дов (нар. 25 жовтня 1932, Баку) — український живописець, заслужений художник УРСР з 1985 року; член Спілки художників СРСР.

## Біографія
Народився 25 жовтня 1932 року в Баку (тепер Азербайджан). 1961 року закінчив Київський художній інститут (навчався у О. Шовкуненка).

## Твори
- живописні: «Каменяр» (1966), «Переправа» (1983);
- графіка — ілюстрації до творів А. Гайдара (1967), І. Ле (1970), М. Островського (1974), В. Бандурака (1980).